# Duke Nukem: Critical Mass
Duke Nukem: Critical Mass est un jeu vidéo d'action développé par Frontline Studios et édité par Deep Silver, sorti en 2011 sur Nintendo DS.

## Accueil
Le jeu a été très mal reçu par la presse spécialisée :
- Jeuxvideo.com : 2/20[1]
- Official Nintendo Magazine : 29 %[2]